# Monica Raymund

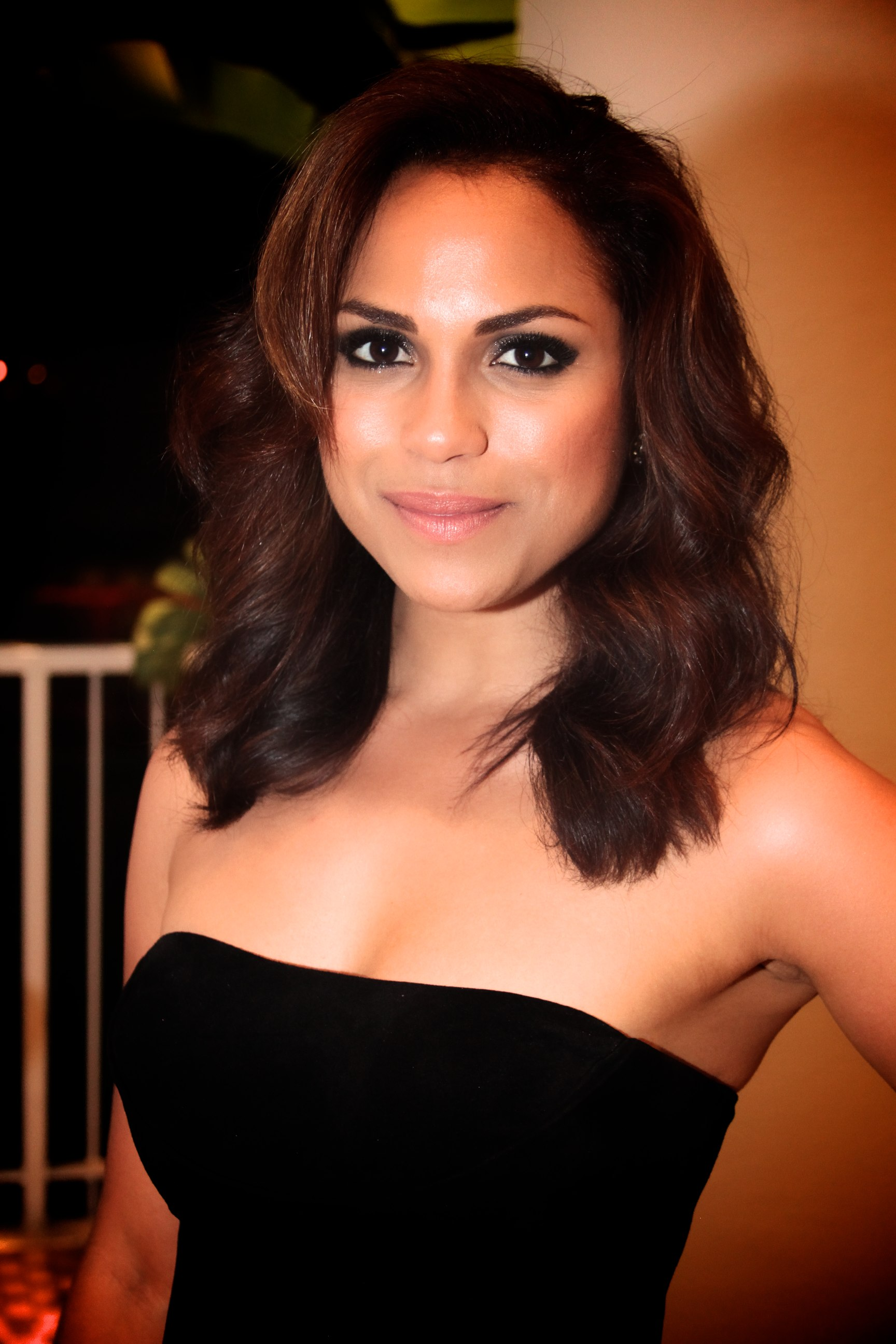
Monica Raymund (2013)

Monica Raymund (* 26. Juli 1986 in Saint Petersburg, Florida) ist eine US-amerikanische Schauspielerin.

## Leben und Karriere
Sie wurde mit der Rolle als Ria Torres in Lie to Me bekannt. Diese Rolle spielte sie von 2009 bis 2011 in allen drei Staffeln der Serie. Zuvor hatte sie bereits kleinere Auftritte in Fernsehproduktionen, wie Law & Order: Special Victims Unit. Nach dem Ende der Serie Lie to Me kehrte sie zunächst ans Theater zurück, übernahm aber schon bald wieder Gastrollen in Fernsehserien. Von 2012 bis 2018 hatte sie eine Hauptrolle als verantwortliche Notfallsanitäterin und spätere Feuerwehrfrau Gabriela Dawson auf der Wache 51 in der Serie Chicago Fire. 2018 verließ sie die Serie nach sechs Staffeln.
2018 gab sie ihr Debüt als Fernsehregisseurin mit einer Episode der Krimiserie Law & Order: Special Victims Unit, an die sich 2020 zwei Folgen der Fernsehserie FBI anschlossen.
Raymund ist bisexuell. Von 2011 bis 2014 war sie mit dem Schriftsteller Neil Patrick Stewart verheiratet. Seit 2015 ist sie in einer Beziehung mit der Kamerafrau Tari Segal.

## Filmografie (Auswahl)
- 2007: Fighter
- 2008: Love? Pain
- 2008: Law & Order: Special Victims Unit (Fernsehserie, Episode 9x17)
- 2009–2011: Lie to Me (Fernsehserie, 48 Episoden)
- 2011: Good Wife (The Good Wife, Fernsehserie, 9 Episoden)
- 2011: Blue Bloods – Crime Scene New York (Blue Bloods, Fernsehserie, Episode 2x03)
- 2012: Arbitrage – Macht ist das beste Alibi (Arbitrage)
- 2012–2018: Chicago Fire (Fernsehserie, 137 Episoden)
- 2013: Brahmin Bulls
- 2014: Happy Baby
- 2014–2018: Chicago P.D. (Fernsehserie, 9 Episoden)
- 2016–2018: Chicago Med (Fernsehserie, 2 Episoden)
- 2017: Special Skills (Fernsehserie,  Episode 1x01)
- 2020–2024: Hightown (Fernsehserie, 25 Episoden)
- 2022: Bros
- 2023: Die Caine-Meuterei vor Gericht (The Caine Mutiny Court-Martial)
- 2025: On Call (Fernsehserie, Episode 1x01)